# Mord in der grünen Hölle
Mord in der grünen Hölle ist ein US-amerikanischer Abenteuerfilm aus dem Jahr 1993. Regie führte Luis Llosa, der auch den Film produzierte; das Drehbuch schrieb Beverly Gray.

## Handlung
Rafael Santos führt in Bolivien den Widerstand gegen die Abholzung des Regenwaldes an. Er wird mit einem Pfeil ermordet. Der US-amerikanische Reporter R.J. untersucht den Fall und lernt dabei die Umweltschützerin Alyssa Rothman kennen.
Ein Einheimischer wird des Mordes an Santos beschuldigt und verhaftet, gleichzeitig wird auch der zufällig in der Nähe anwesende R.J. verhaftet. R.J. wird auf Intervention von Rothman freigelassen. Beide werden während der Recherchen beschossen und fliehen durch den Regenwald, in dem sie Ataninde treffen. Ataninde verweigert es, bei den Recherchen zu helfen, die er nicht für ein Problem seines Volkes hält.
R.J. und Rothman bitten einen Bekannten, sie mit einem Flugzeug auszufliegen. Sie werden von dem wahren Mörder von Santos beschossen. Ataninde taucht auf, verteidigt sie und wird erschossen. Rothman wird verletzt, bevor das Flugzeug startet, und stirbt kurze Zeit später.

## Kritiken
Scott Weinberg spottete am 7. Januar 2006 auf www.dvdtalk.com, man könne den Film „Dieser wirklich schlechte Film mit Sandra Bullock, die nackt zu sehen ist“ („That Really Awful Sandra Bullock Movie Where She (Kinda) Shows Her Boobs“) nennen. Er biete „Standard-Elemente der Handlung“, die auf die Leinwand „geworfen“ wurden und erzähle zum 3.000.000-ten Mal die gleiche Geschichte. Die in besseren Filmen charmante Sandra Bullock wirke irritiert und gelangweilt.
Film-Dienst schrieb, der Film sei „ebenso plakativ wie einfältig“, erfülle „nur abgestandene Thriller- und Romantik-Standards“ und degradiere „sein südamerikanisches Personal zu Akteuren zweiter Klasse“. Nur „eine Nacktszene des Stars Sandra Bullock“ wecke „das Interesse an diesem überalterten und enttäuschenden Film“.

## Hintergrund
Der Film wurde am Amazonas in Brasilien im Jahr 1991 gedreht. Er kam im Oktober 1993 in ausgewählte Kinos in den USA.